# Kamilla Leupen
Kamilla Leupen (Goes, 1972) is een Nederlandse mediadirecteur. Sinds mei 2025 is ze algemeen directeur nieuwsmerken in Nederland en België bij DPG Media. Van januari 2021 tot maart 2025 was ze hoofdredacteur van Het Parool.

## Carrière
Leupen studeerde politicologie en volgde daarna een postdoctorale opleiding journalistiek. In 1999 startte ze haar journalistieke loopbaan als stagiair bij Het Parool. Binnen de organisatie werkte ze daaropvolgend als stadsverslaggever en vervulde sinds 2010 diverse chefsfuncties. In 2015 werd Leupen benoemd tot adjunct-hoofdredacteur en in 2021 tot hoofdredacteur van het dagblad. Tijdens haar hoofdredacteurschap maakte Het Parool de overstap van een middag- naar een ochtendkrant. Daarnaast speelde Leupen een belangrijke rol in het vergroten van de online aanwezigheid van de krant.
Op 15 januari 2025 werd bekendgemaakt dat Leupen in mei van datzelfde jaar zou starten als directeur van De Volkskrant, Trouw, Het Parool en NU.nl.